# DeRidder

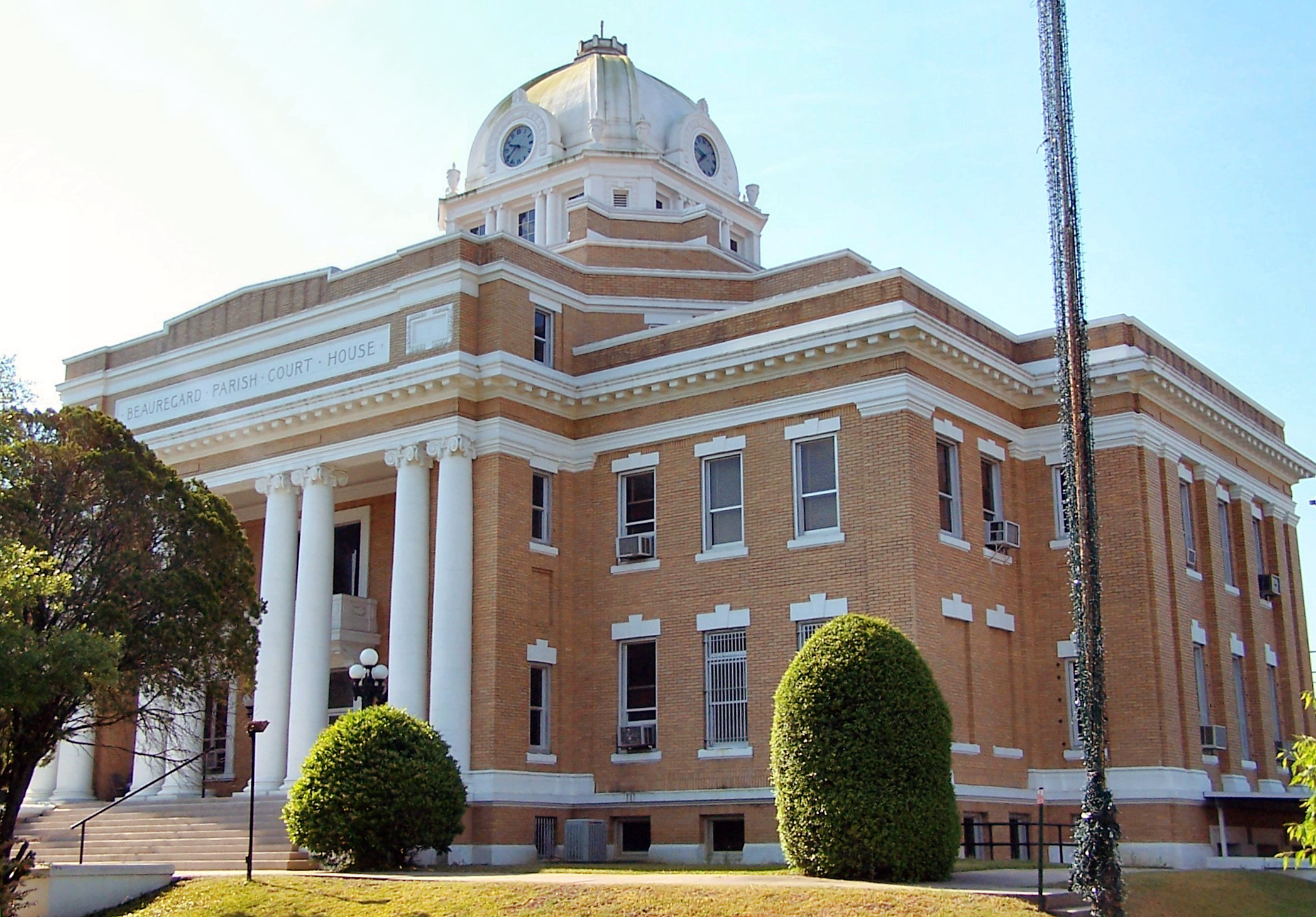
Beauregard Parish Courthouse (rechtbank)

DeRidder is een plaats (city) in het westen van de Amerikaanse staat Louisiana, en is de hoofdplaats van Beauregard Parish. Het stadje is wellicht het meest bekend door zijn in de stijl van de gotiek geconstrueerde gevangenis, Beauregard Parish Jail, die niet meer in gebruik is.

## Geschiedenis
DeRidder is een van de vele Amerikaanse plaatsen die dankzij de spoorwegen is ontstaan. In 1897 kwam de Pittsburgh & Gulf Railroad gereed, die later de Kansas City Southern zou gaan heten. DeRidder is vernoemd naar Ella de Ridder, de schoonzus van de Nederlandse spoorwegondernemer die de plaats hielp stichten. Ella de Ridder liep op jonge leeftijd van haar ouderlijk huis in Geldermalsen weg en reisde naar de Verenigde Staten. Haar zwager vereerde haar door het plaatsje in Louisiana naar haar te vernoemen.
Op 14 november 1947 werd DeRidder door een tornado getroffen. In minder dan vijf minuten werden 65 gebouwen vernietigd.

## Demografie
Bij de volkstelling in 2000 werd het aantal inwoners vastgesteld op 9808. Hiervan was 60,81% blank en 34,73% Afro-Amerikaans. In 2006 is het aantal inwoners door het United States Census Bureau geschat op 10.115, een stijging van 307 (3,1%) ten opzichte van 2000.

## Geografie
Volgens het United States Census Bureau beslaat de plaats een oppervlakte van
22,1 km², waarvan 22,0 km² land en 0,1 km² water.

## Plaatsen in de nabije omgeving
De onderstaande figuur toont nabijgelegen plaatsen in een straal van 32 km rond DeRidder.

## Geboren
- Chris Cagle (1 mei 1905), Americanfootballspeler
- Chris Cagle (10 november 1968), zanger
- Mike Sanders (7 mei 1960), basketballer
- Jennifer Weiner (28 maart 1970), schrijver, televisieproducent en journalist